# Idaea lycaugidia
Idaea lycaugidia là một loài bướm đêm trong họ Geometridae.